# Sava Brancovici
Sava Brancovici, scris uneori Brancović, (n. 1620, Ineu, d. 1683, Alba Iulia) a fost un mitropolit ortodox al Ardealului (1656-1660; 1662-1680).

## Biografie
A fost originar dintr-o familie de origine sârbească din Ineu, părinții săi numindu-se Iovan și Maria. A avut mai mulți frați, printre care și pe cărturarul Gheorghe Brancovici.
Biserica Ortodoxă Română l-a trecut în anul 1955 în rândul sfinților, pe motiv că a fost persecutat religios de principele Transilvaniei Mihai Apafi I. Această opinie despre persecutarea sa o au istoricul Petru Maior în cartea sa Istoria Bisericii Românilor și cronicarul maghiar Mihail Cserei, care mai afirmă că acuzatorii săi au fost mituiți ca să-i aducă acuze nedrepte. Mult mai târziu, istoricul Samuil Micu scria că a fost persecutat pentru că s-a împotrivit religiei calvine, aceeași opinie avându-o și istoricul Nicolae Iorga (Istoria Bisericii Românești).